# Monetazione di Rodi
La monetazione antica di Rodi si riferisce alle monete coniata dal sistema politico indipendente di Rodi durante le epoche classica ed ellenistica. I rodii controllavano anche il territorio della vicina Caria, conosciuta comes Perea Rodia. 
Inoltre, molti altri stati e comunità politiche del Mediterraneo orientale adottarono lo standard monetario di Rodi. L'uso di questo standard ebbe un'ampia diffusione nella regione. Anche la monetazione tolemaica adottò per breve tempo lo standard monetario di Rodi.

## Standard monetario rodio

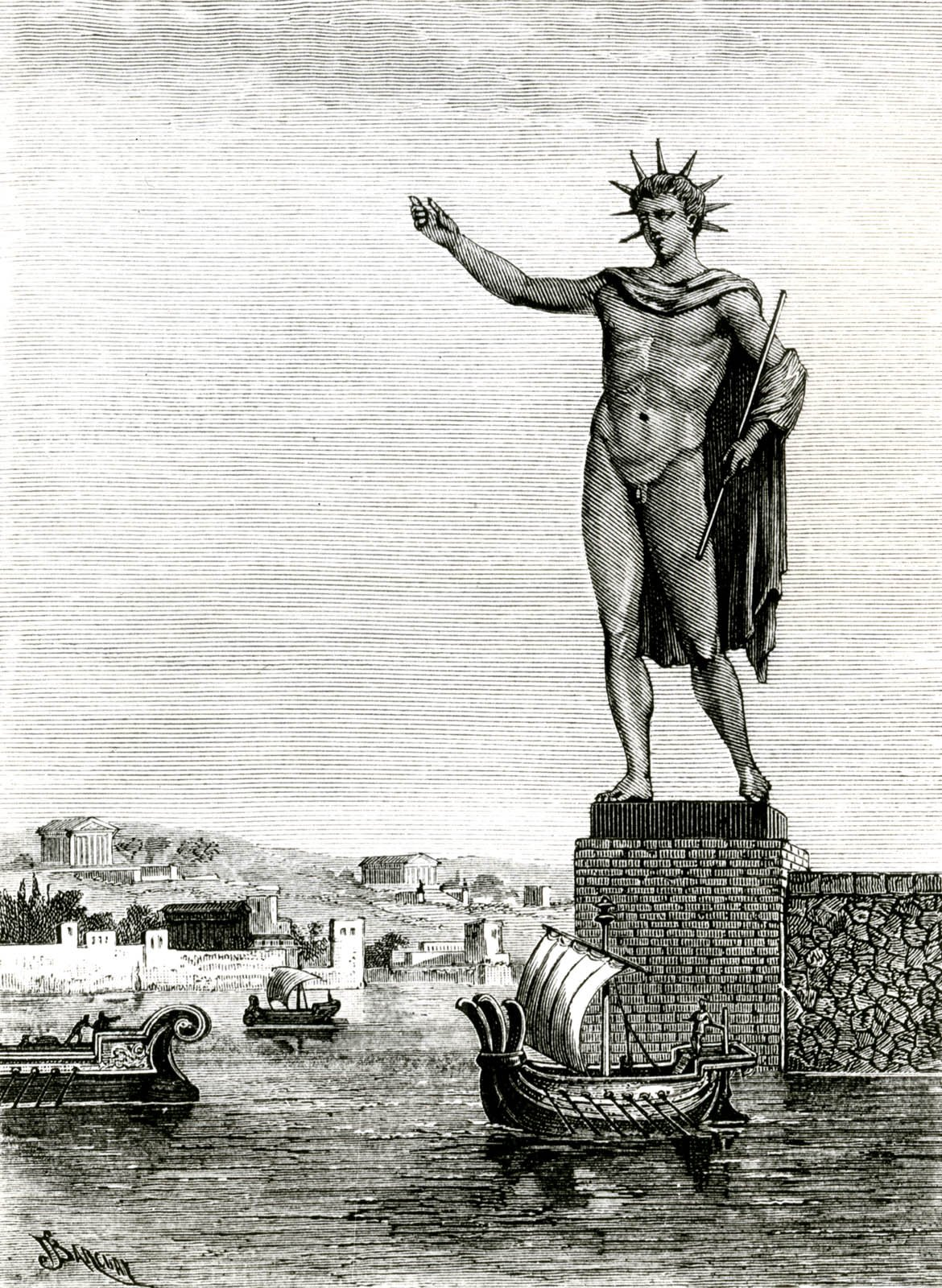
Colosso di Rodi, invenzione d'artista, 1880

Il dominio di Atene portò temporaneamente il piede attico alle zecche di Rodi. Tuttavia, con la diminuzione dell'influenza della lega ateniese,  nel Mediterraneo orientale si diffuse il piede di Chio. 
Non si sa quanto Rodi abbia avuto un impatto sulla diffusione del piede di Chio. Rodi assunse un'importanza economica crescente durante il periodo successivo alla sua unificazione. Questo standard di peso fu successivamente conosciuto come piede di Rodi, dando così un ulteriore indizio sul ruolo guida di Rodi.
Verso la fine del IV secolo a.C. la regione dell'Egeo fu dominata dalla monetazione coniata secondo gli standard attico e rodio. 
Il primo standard di Rodi aveva sostituito il piede eginetico nelle monete d'argento per la maggior parte delle zecche delle Cicladi nel III secolo a. C.
Al tempo di Alessandro Magno lo standard di Rodi era accettato dalla maggior parte della Ionia, della Caria e da numerosi stati delle Cicladi e della Propontide.
L'adozione del piede attico da parte di Alessandro portò alla fine di tutti gli altri standard di peso ad eccezione degli standard attico e di Rodi.
Lo standard di Rodi fu successivamente utilizzato in particolare nella transizione al peso fenicio dal Regno tolemaico poiché abbandonò il piede attico a favore di uno standard monetario proprio.
L'uso tolemaico dello standard di Rodi fu comunque limitato al periodo 310 a.C. – 298 a.C. ca.
Inizialmente lo di Chio antico, o di Rodi, includeva tetradrammi e monete più pesanti. Tuttavia, la successiva coniazione che utilizzava il peso di Rodi si è evoluta con l'abbandono dei tetradrammi a favore del più piccolo didramma.
Le monete persero peso sia prima che dopo l'abbandono dei tetradrammi. I primi tetradracmi e didracmi pesavano rispettivamente 15,6 g e 7,8 g. Entrambi furono sostituiti dai didracmi successivi didracmi dal peso minimo di 6,7 g.
Ci sono prove convincenti che le monete di Rodi e i "plinthophoroi" di e della lega licia circolassero, almeno informalmente, alla pari sul mercato, e sono stati trovati insieme in tesoretti di monete. Tuttavia, il peso standard della moneta licia era leggermente più leggero dello standard rodio.

## Zecche
Le zecche più importanti si trovavamo nella stessa Rodi. 
La zecca più importante, tra quelle esterne al territorio controllato da Rodi che ne seguivano lo standard, era Efeso.
Naxos coniava tetroboli (dracma di peso rodio) mentre usava il piede eginetico nella coniazione delle altre monete. Ios era un'altra isola che ebbe un uso limitato dello standard rodio. L'isola era prima di tutto nota per ospitare la tomba di Omero; vi furono battute monete nel periodo 350-320 a. C. e alcune recavano il nome e il ritratto del poeta nel dritto.

## Storia della monetazione di Rodi

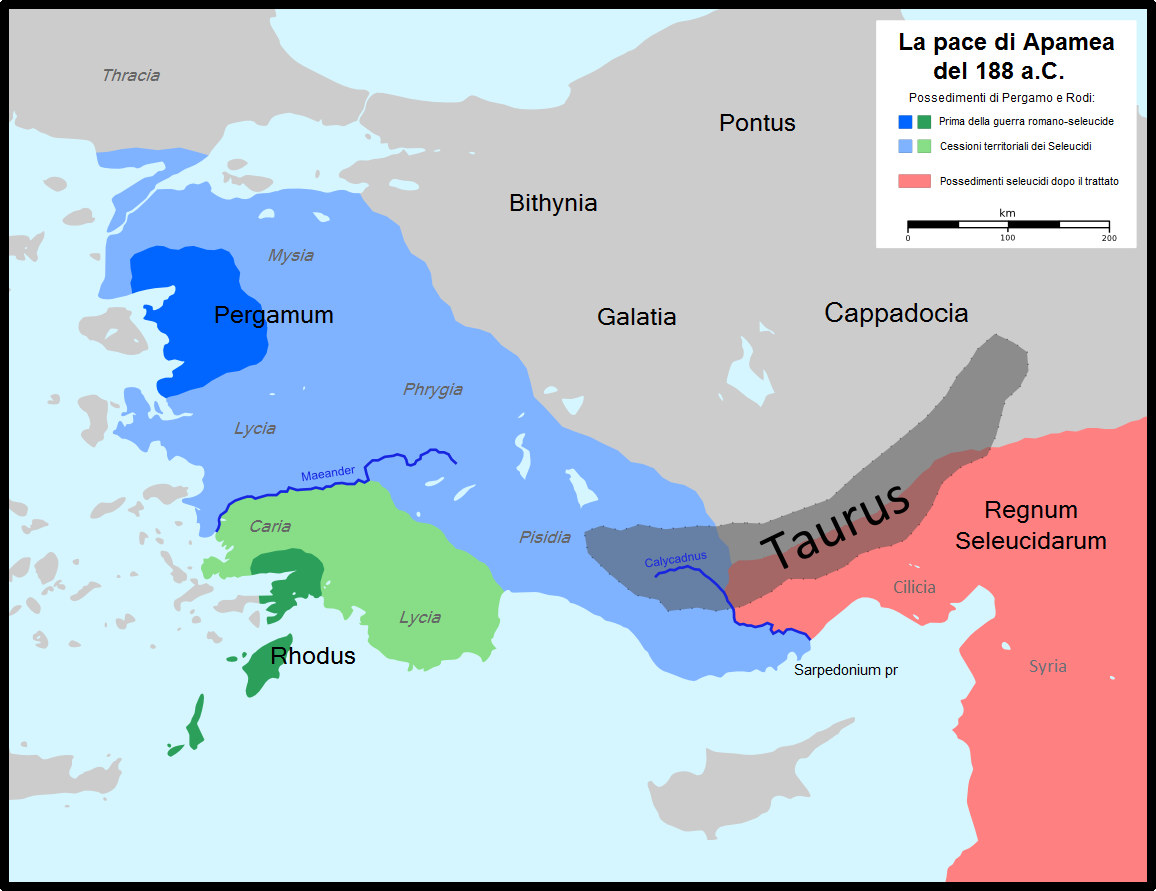
Territorio controllato dall'antica Rodi. Il territorio controllato è in verde (in verde più leggero il territorio controllato dopo la pace di Apamea del 188 a.C.)

Rodi era una grande potenza marittima e mercantile. Ad esempio, le merci siriane dirette in Egitto passavano una deviazione attraverso l'isola di Rodi. I rodi davano anche un grande contributo nella lotta ai pirati nella regione. Rodi era anche alleata del regno tolemaico.
L'assedio di Rodi (305 a.C. – 304 a.C.) da parte di Demetrio I Poliorcete ebbe come conseguenza che l'isola guadagnò una più ampia libertà di azione, e si rapporzarolo i legami con l'Egitto tolemaico. L'assedio era stato un tentativo di rompere l'alleanza tra Rodi e i Tolomei.
Tuttavia, i tetradrammi e le monete d'oro provenienti da Rodi scomparvero per un periodo di tempo considerevole.
I didracmi di Rodi del peso di 6,7 g, con la loro ampia diffusione, guadagnarono una solida posizione nel commercio del Mediterraneo orientale. Il suo peso atipico non consentiva al didracma di Rodi di funzionare come un vero e proprio mezzo di scambio internazionale. Anche molte monete d'argento di Rodi furono fuse in Egitto quando furono spese lì, e successivamente il metallo fu usato per coniare monete tolemaiche.
È dimostrato che imitazioni delle monete di Rodi circolavano tra il 188 a.C. e il 167 a.C. in Licia, sull'Asia Minore continentale.
Queste monete imitavano una precedente versione delle monete di Rodi.
Durante l'assedio di Rodi dell'88 a.C. da parte di Mitridate VI, nell'ambito delle Guerre mitridatiche, fu coniata una serie di emergenza con grandi monete in bronzo.

### Fine della monetazione locale
La fine definitiva della valuta di Rodi fu portata dalle guerre civili romane tardo-repubblicane a partire dalla guerra civile di Cesare.
Molte monete d0argento ellenistiche cessarono di esistere. Dal 30 a.C. il sistema monetario romano e il denario divennero dominanti anche nella parte orientale dell'impero romano. 
Rodi entrò sotto il diretto controllo di Roma nel 31 e fu unita alla provincia dell'Asia nel 77.

## Iconografia
Gli abitanti dell'isola rivendicavano la discendenza da Helios. Helios apparve sul dritto delle monete rodie per quattro secoli. I tipi delle monete rodie non subirono variazioni in seguito alle campagne di Alessandro Magno.
Rhodus uso come simbolo proprio la testa di Helios e una rosa. Questi simboli furono anche usati, oltre che nelle monete, anche in altre espressioni artistiche come a esempio come marchi nelle anfore.
Simboli locali erano usati per indicare l'origine di un prodotto e in alcuni casi il simbolo si riferisce al nome del posto. La rosa si riferisce a Rodi come tipo o arma parlante. 
Sulle monete può essere presente il nome del magistrato monetario o un simbolo che probabilmente .